# Pniów (województwo podkarpackie)
Pniów – wieś w Polsce położona w województwie podkarpackim, w powiecie stalowowolskim, w gminie Radomyśl nad Sanem.
| SIMC    | Nazwa           | Rodzaj     |
| ------- | --------------- | ---------- |
| 0805034 | Czekaj Pniowski | przysiółek |
| 0805028 | Wygoda          | część wsi  |

Miejscowość jest siedzibą rzymskokatolickiej parafii św. Zygmunta należącej do dekanatu Gorzyce.
Wieś szlachecka  położona była w drugiej połowie XVI wieku w powiecie urzędowskim województwa lubelskiego. W latach 1975–1998 miejscowość położona była w województwie tarnobrzeskim.